# San Isidro, Tezonapa
San Isidro är en ort i Mexiko.   Den ligger i kommunen Tezonapa och delstaten Veracruz, i den sydöstra delen av landet, 260 km öster om huvudstaden Mexico City. San Isidro ligger 505 meter över havet och antalet invånare är 381.
Terrängen runt San Isidro är bergig åt nordväst, men åt sydost är den kuperad. Runt San Isidro är det ganska tätbefolkat, med 100 invånare per kvadratkilometer. Närmaste större samhälle är Cosolapa, 14,2 km öster om San Isidro. I omgivningarna runt San Isidro växer i huvudsak städsegrön lövskog.